# Sundtjärnarna (Anundsjö socken, Ångermanland)
Sundtjärnarna är en sjö i Örnsköldsviks kommun i Ångermanland och ingår i Moälvens huvudavrinningsområde.